# Evenus van Paros
Evenus (of Euenus) van Paros (Grieks: Εὔηνος) was een Grieks dichter en sofist die leefde aan het einde van de 5de eeuw v.C.. Hij werd geboren op Paros, maar leefde later in Athene. Daar was hij actief als leraar en dichter en kwam hij in contact met Socrates. 

## Gedichten
10 korte fragmenten van Evenus zijn bewaard: bijna allemaal elegieën. Eén vers, πᾶν γὰρ ἀναγκαῖον πρᾶγμ’ ἀνιηρὸν ἔϕυ (“Want elke vorm van dwang is van nature pijnlijk.”), dat door Aristoteles en Plutarchus aan Evenus wordt toegeschreven, komt ook voor in de Theognidea (v. 472). Daar maakt het deel uit van een langer elegisch gedicht (vv. 467-496). Het gedicht is geadresseerd aan een Simonides, net als twee andere gedichten in het corpus (vv. 667-682 & 1341-1350). Daarom worden deze drie gedichten door veel geleerden aan Evenus toegeschreven. In totaal zijn er dan 80 verzen van Evenus overgeleverd.
Elf gedichten in de Anthologia Graeca worden toegeschreven aan “Evenus”. Eén gedicht (Anth. Pal. XI. 49) is met zekerheid van de hand van Evenus van Paros. De andere gedichten zijn van andere epigrammenschrijvers die de naam Evenus dragen.

## Evenus en de Theognidea

### De Theognidea
De Theognidea zijn een collectie van elegische poëzie uit de archaïsche en klassieke periode. De verzameling bevat het werk van meerdere dichters, onder wie Theognis, aan wie ze haar naam ontleent. Ongeveer 1220 verzen zijn in meer dan 50 Griekse handschriften overgeleverd. Eén handschrift levert daarnaast nog een ‘Boek 2’, met 158 (homo-)erotisch getint verzen. Twee gedichten van Evenus (vv. 467-496 & 667-682) bevinden zich in Boek 1, het derde (vv. 1341-1350) staat in Boek 2.

### Evenus en Boek 1
Evenus’ aanwezigheid in de Theognidea is opvallend. Enerzijds is hij een onbekende dichter, terwijl de Theognidea in de regel de grote sterren van het elegische genre herbergt (Theognis, Solon, Mimnermus en Tyrtaeus). Bovendien is Evenus de jongste dichter in het corpus en is er van bekendere tijdgenoten van hem als Ion of Critias geen spoor te vinden. Anderzijds zijn er weinig complete gedichten (zes tot elf) te vinden in het corpus, dat grotendeels uit korte uittreksels bestaat; de twee complete gedichten van Evenus maken daar een groot deel van uit.
Onderzoekers hebben recent gesuggereerd dat Evenus in de 5de eeuw een collectie van elegieën heeft samengesteld, waarin hij gedichten van zowel grote namen als van zichzelf opnam. Deze collectie werd dan later gebruikt als basis voor Boek 1 van de Theognidea. Evenus zou de aanleiding voor het maken van de verzameling gevonden hebben toen hij een opdracht kreeg van Callias om diens zonen te onderwijzen. Naast zijn leraarschap zou Evenus ook gedichten hebben voorgedragen op symposia. Daar droeg hij gedichten van Theognis en zichzelf voor. Zo zorgde Evenus als leraar en symposiast mee voor de overgang van orale naar schriftelijke transmissie van Theognis’ poëzie.

### Evenus en Boek 2
Eén gedicht van Evenus bevindt zich in het tweede boek van de Theognidea. Vroeger verklaarde men het ontstaan van het erotische tweede boek door censuur van een Byzantijnse monnik. Tegenwoordig ontkrachten tegenstemmen deze theorie en suggereren ze dat Boek 2 een aparte overlevering kende.
Evenus had een reputatie als erotisch dichter. Aan het einde van de 5de eeuw zou Evenus een collectie erotische poëzie samengesteld hebben, waarin hij ook eigen gedichten opnam. Deze collectie zou uitgegroeid zijn tot Boek 2 van de Theognidea. Naast vv. 1341-1350 zouden onder meer ook het openings- (vv. 1231-1234) en slotgedicht (vv. 1386-1389) van deze collectie van Evenus’ hand zijn.

## Evenus en Socrates
Waarschijnlijk kwam Evenus als dichter en filosoof in concurrentie met Socrates. 

In Plato’s Republiek 6, 488a-489a vertelt Socrates zijn bekende beeld van het ‘schip van de staat’. Deze nautische allegorie voor de maatschappij kent een lange traditie in de Griekse literatuur (ze is al te vinden bij Alcaeus en Archilochus). Ook Evenus heeft in zijn gedicht Theognidea vv. 667-682 zo’n beeld geschreven. Plato sluit in zijn beeld nauw aan bij dat van Evenus: ze wijken in het beeld op dezelfde manier af van de traditie. Hieruit blijkt de concurrentie tussen beide. Zowel Socrates als Evenus was grote liefhebber van Theognis’ gedichten. Beiden maakten bloemlezingen van diens poëzie om anderen te onderwijzen, maar Socrates vroeg hiervoor in tegenstelling tot Evenus géén vergoeding voor. Wanneer Socrates in de gevangenis net voor zijn executie ook zelf gedichten begon te schrijven, kwam hij helemaal in het vaarwater van de dichter Evenus terecht.

Als retoricaleraar en sofist geloofde Evenus waarschijnlijk niet in het bestaan van een objectieve waarheid, wat lijnrecht ingaat tegen Socrates’ filosofie, die de objectieve waarheid zoekt. Daarom fungeert Evenus in Plato’s dialogen als tegenbeeld voor Socrates op sleutelmomenten in het leven van de laatste: wanneer hij zich bekeert tot de filosofie (beschreven in de Apologie) en wanneer hij een  ‘carrièreswitch’ van filosofie naar poëzie maakt (beschreven in de Phaedo).

## Nederlandse vertaling
- Demuynck, Adriaan, "Evenus van Paros: een omvangrijk portret van een fragmentair figuur", in Handelingen - Koninklijke Zuid-Nederlandse maatschappij voor taal- en letterkunde en geschiedenis 76 (2024) 67–84. doi: https://doi.org/10.21825/kzm.90442
  - Nederlandse vertaling van het volledig oeuvre van Evenus van Paros.
- Theognis van Megara. Luister naar mij. Elegieën over leven en liefde, vert. Hugo Koning en Vincent Hunink, 2017, ISBN 9789463401203
  - Vertaling van gedichten 8a, 8b en 8c.

- Gemeinsame Normdatei: 102392730
- Istituto Centrale per il Catalogo Unico: BVEV028738
- Virtual International Authority File: 64395624
- WorldCat: E39PBJfX7ytCtqD6mqwFH7cHG3